# Reincarnate
Reincarnate (с англ. — «Перевоплотиться») — третий студийный альбом американской метал-группы Motionless in White, выпущенный 15 сентября 2014 года в Великобритании и через день в остальном мире. Является последним альбомом группы, изданным на лейбле Fearless Records.

## История создания
Работу над альбомом группа начала после короткого тура, проведённого в марте 2014 года при участии Like Moths to Flames, The Plot in You, For the Fallen Dreams, The Defiled и For Today. Несмотря на то что барабанщик Брэндон Рихтер в феврале покинул Motionless in White, коллектив сообщил, что останется квинтетом и будет играть с сессионными барабанщиками.
23 апреля в социальных сетях группа анонсировала выпуск грядущего альбома под названием Reincarnate, запланированный на 16 сентября, причём только в Великобритании на день раньше. 11 июня лейбл Fearless Records опубликовала видео с обложкой альбома и тизером для первого сингла с альбома — «Reincarnate», изданного 8 июля. 5 августа в iTunes вышел второй сингл — «Puppets 3 (The Grand Finale)».
В интервью журналу Rock Sound Крис Черулли назвал запись третьего альбома более лёгкой по сравнению с Infamous и отметил, что его звучание будет обладать той агрессивностью, которая была в Creatures, но которой не хватало Infamous, и что альбом по стилю будет более последовательным.
16 сентября, в день международного выпуска пластинки, на YouTube-канале Fearless Records вышел видеоклип на песню «Reincarnate», который снимался в отеле Alexandria в Даунтауне Лос-Анджелеса. Там же была сделана фотография для обложки альбома, на которой изображена модель Харпер Ли.

## Восприятие
| Совокупная оценка | Совокупная оценка |
| Источник          | Оценка            |
| ----------------- | ----------------- |
| Metacritic        | 74/100            |
| Оценки критиков   |                   |
| Источник          | Оценка            |
| AllMusic          | [ 12 ]            |
| Alternative Press | [ 13 ]            |
| Louder Sound      | [ 14 ]            |
| Rock Sound        | 6/10              |

Reincarnate получил в целом положительные отзывы музыкальных критиков. На агрегаторе Metacritic альбом имеет средний балл 74 из 100 на основе пяти рецензий. Обозреватель AllMusic Грегори Хини поставил записи оценку 3,5 из 5, отметив, что «с такой уверенностью и готической развязностью трудно не развлечься этим альбомом».
По мнению рецензента журнала Alternative Press Джейсона Петтигрю, Reincarnate представляет собой лучшее направление, в котором движется Motionless in White. Он похвалил решение группы развивать своё звучание вместо того, чтобы прислушиваться к поклонникам и сохранять старое звучание, и добавил: «Будучи по звучанию разнообразным и твёрдым, как алмаз, Reincarnate использует, казалось бы, непохожие составляющие, чтобы создать занимательную пластинку для металлистов, готических красавиц и индустриальщиков». Критик Rock Sound Энди Биддалф заявил, что группа, кажется, усиливает звучание с предыдущего альбома Infamous, но с разной степенью успеха. Он посетовал, что музыканты черпают чересчур много вдохновения у Marilyn Manson и Cradle of Filth, из-за чего им недостаёт собственной идентичности. Тем не менее Биддалф указал, что Reincarnate стал хорошей попыткой, и выразил надежду, что следующий альбом окажется лучше.

## Список композиций
| №                   | Название                                                | Автор(ы)                                            | Длительность |
| ------------------- | ------------------------------------------------------- | --------------------------------------------------- | ------------ |
| 1.                  | «Death March»                                           | Motionless in White, Мик Кенни, Дрю Фулк, Тим Шёльд | 4:43         |
| 2.                  | «Reincarnate»                                           | Motionless in White, Кенни, Фулк                    | 3:40         |
| 3.                  | «Puppets 3 (The Grand Finale)» (при участии Дэни Филта) | Motionless in White, Кенни                          | 4:15         |
| 4.                  | «Unstoppable»                                           | Motionless in White, Эрик Рон                       | 3:27         |
| 5.                  | «Everybody Sells Cocaine»                               | Motionless in White, Фулк, Шёльд, Кайл Оделл        | 3:55         |
| 6.                  | «Contemptress» (при участии Марии Бринк)                | Motionless in White, Шёльд, Рон                     | 4:02         |
| 7.                  | «Break the Cycle»                                       | Motionless in White, Кенни, Фулк, Шёльд, Оделл      | 4:02         |
| 8.                  | «Generation Lost»                                       | Motionless in White, Кенни, Фулк, Шёльд             | 2:59         |
| 9.                  | «Dark Passenger»                                        | Motionless in White, Кенни, Фулк, Рон               | 3:49         |
| 10.                 | «Wasp» (при участии Дессы Поляк)                        | Motionless in White, Кенни, Фулк, Шёльд             | 7:01         |
| 11.                 | «Dead as Fuck»                                          | Motionless in White, Кенни, Фулк                    | 2:57         |
| 12.                 | «Final Dictvm» (при участии Тима Шёльда)                | Шёльд                                               | 5:06         |
| 13.                 | «Carry the Torch»                                       | Motionless in White, Шёльд                          | 5:57         |
| Общая длительность: | Общая длительность:                                     | Общая длительность:                                 | 55:53        |

| №  | Название                          | Длительность |
| -- | --------------------------------- | ------------ |
| 1. | «Sinematic» (акустическая версия) | 4:28         |

## Участники записи
Motionless in White
- Крис «Motionless» Черулли — вокал, продюсирование
- Райан Ситковски — соло-гитара
- Рикки «Horror» Олсон — ритм-гитара, бэк-вокал, вокал («Final Dictvm»)
- Девин «Ghost» Сола — бас-гитара, бэк-вокал, вокал («Final Dictvm»)
- Джош Болз — клавишные, бэк-вокал

Прочие участники
- Том Хейн — барабаны
- Дэни Филт — гостевой вокал («Puppets 3 (The Grand Finale)»)
- Мария Бринк — гостевой вокал («Contemptress»)
- Десса Поляк — дополнительный вокал («Wasp»)
- Тим Шёльд — дополнительный вокал («Death March» и «Final Dictvm»), акустическая гитара («Sinematic»), сопродюсирование («Death March», «Wasp» и «Final Dictvm»)
- Дрю Фулк — дополнительный вокал («Everybody Sells Cocaine» и «Generation Lost»)
- Кейт Стайнберг — дополнительный вокал («Dead as Fuck»)

## Чарты
| Чарт (2014)                                   | Высшая позиция |
| --------------------------------------------- | -------------- |
| Австралия (ARIA)                              | 19             |
| Великобритания (UK Albums Chart)              | 43             |
| Великобритания (UK Rock & Metal Albums Chart) | 3              |
| Канада (Canadian Albums Chart)                | 20             |
| США (Billboard 200)                           | 9              |
| США (Billboard Independent Albums)            | 2              |
| США (Billboard Top Album Sales)               | 9              |
| США (Billboard Top Hard Rock Albums)          | 1              |
| США (Billboard Top Rock Albums)               | 1              |